# Kuratowského axiomy uzávěru
Kuratowského axiomy uzávěru je sada axiomů v topologii a příbuzných oblastech matematiky, které lze použít pro definici topologického prostoru na množině. Jsou ekvivalentní s častěji používanou definicí otevřené množiny. Axiomy formalizoval Kazimierz Kuratowski, a myšlenku dále rozvinuli další matematici, mimo jiné Wacław Sierpiński a António Monteiro.
Pro definici topologické struktury lze použít i podobnou množinu axiomů, která používá duální pojem operátoru vnitřku množiny.

## Definice

### Kuratowského operátory uzávěru a jejich zeslabení
Nechť {\displaystyle X} je libovolná množina a {\displaystyle \wp (X)} její potenční množina. Kuratowského operátor uzávěru je unární operace {\displaystyle \mathbf {c} :\wp (X)\to \wp (X)} s následujícími vlastnostmi:
[K1] Zachovává prázdnou množinu: {\displaystyle \mathbf {c} (\varnothing )=\varnothing };

[K2] je extenzivní: pro všechny {\displaystyle A\subseteq X}, je {\displaystyle A\subseteq \mathbf {c} (A)};

[K3] je idempotentní: pro všechny {\displaystyle A\subseteq X}, je {\displaystyle \mathbf {c} (A)=\mathbf {c} (\mathbf {c} (A))};

[K4] zachovává binární sjednocení (je vůči němu distributivní): pro všechny {\displaystyle A,B\subseteq X}, {\displaystyle \mathbf {c} (A\cup B)=\mathbf {c} (A)\cup \mathbf {c} (B)}.

Důsledkem toho, že {\displaystyle \mathbf {c} } zachovává binární sjednocení, je
[K4'] je monotonní: {\displaystyle A\subseteq B\Rightarrow \mathbf {c} (A)\subseteq \mathbf {c} (B)}.

Pokud rovnost v [K4] nahradíme inkluzí, dostaneme slabší axiom [K4''] (subaditivity):
[K4''] je subaditivní: pro všechny {\displaystyle A,B\subseteq X}, {\displaystyle \mathbf {c} (A\cup B)\subseteq \mathbf {c} (A)\cup \mathbf {c} (B)},

pak je dobře vidět, že splnění axiomů [K4'] a [K4''] je ekvivalentní s [K4] (viz předposlední odstavec důkazu 2 níže).
Kuratowski 1966 uvádí pátý (volitelný) axiom, který vyžaduje, aby jednoprvkové množiny byly stabilní vůči operaci uzávěru: pro všechny {\displaystyle x\in X}, {\displaystyle \mathbf {c} (\{x\})=\{x\}}. Topologické prostory, které vyhovují všem pěti axiomům, nazývá T1-prostory, v protikladu k obecnějším prostorům, které vyhovují pouze prvním čtyřem axiomům. Skutečně, tyto prostory odpovídají přesně topologickým T1-prostorům díky obvyklé korespondenci (viz níže).
Pokud vynecháme požadavek [K3], pak axiomy definují Čechův uzávěrový operátor. Pokud vynecháme [K1], pak operátor vyhovující [K2], [K3] a [K4'] se nazývá Mooreho uzávěrový operátor. Dvojici {\displaystyle (X,\mathbf {c} )} nazýváme Kuratowského, Čechův nebo Mooreův prostor uzávěrů podle toho, které axiomy {\displaystyle \mathbf {c} } splňuje.

### Alternativní axiomatizace
Čtyři Kuratowského axiomy uzávěru lze nahradit jedinou podmínkou, kterou popsal Pervin:
[P] Pro všechny {\displaystyle A,B\subseteq X}, {\displaystyle A\cup \mathbf {c} (A)\cup \mathbf {c} (\mathbf {c} (B))=\mathbf {c} (A\cup B)\setminus \mathbf {c} (\varnothing )}.

Lze dokázat, že axiomy [K1]–[K4] vyplývají z této podmínky:
1. Zvolme {\displaystyle A=B=\varnothing }. Pak {\displaystyle \varnothing \cup \mathbf {c} (\varnothing )\cup \mathbf {c} (\mathbf {c} (\varnothing ))=\mathbf {c} (\varnothing )\setminus \mathbf {c} (\varnothing )=\varnothing }nebo {\displaystyle \mathbf {c} (\varnothing )\cup \mathbf {c} (\mathbf {c} (\varnothing ))=\varnothing }. Z toho okamžitě plyne [K1].
2. Zvolme libovolné {\displaystyle A\subseteq X} a {\displaystyle B=\varnothing }. Pak použitím axiomu [K1], {\displaystyle A\cup \mathbf {c} (A)=\mathbf {c} (A)}, z čehož plyne [K2].
3. Zvolme {\displaystyle A=\varnothing } a libovolné {\displaystyle B\subseteq X}. Pak použitím axiomu [K1], {\displaystyle \mathbf {c} (\mathbf {c} (B))=\mathbf {c} (B)}, což je [K3].
4. Zvolme libovolné {\displaystyle A,B\subseteq X}. Použitím axiomů [K1]–[K3] odvodíme [K4].

Monteiro 1945 alternativně navrhl slabší axiom, ze kterého vyplývají pouze axiomy [K2]–[K4]:
[M] Pro všechny {\displaystyle A,B\subseteq X}, {\textstyle A\cup \mathbf {c} (A)\cup \mathbf {c} (\mathbf {c} (B))\subseteq \mathbf {c} (A\cup B)}.

Axiom [K1] je nezávislý na [M] : skutečně, pokud {\displaystyle X\neq \varnothing }, operátor {\displaystyle \mathbf {c} ^{\star }:\wp (X)\to \wp (X)} definovaný přiřazením konstanty {\displaystyle A\mapsto \mathbf {c} ^{\star }(A):=X} splňuje [M] ale nezachovává prázdnou množinu, protože {\displaystyle \mathbf {c} ^{\star }(\varnothing )=X}. Všimněte si, že z definice plyne, že jakýkoli operátor vyhovující [M] je Mooreho uzávěrový operátor.
M. O. Botelho a M. H. Teixeira popsali symetričtější alternativu [M], ze která vyplývají axiomy [K2]–[K4]:
[BT] Pro všechny {\displaystyle A,B\subseteq X}, {\textstyle A\cup B\cup \mathbf {c} (\mathbf {c} (A))\cup \mathbf {c} (\mathbf {c} (B))=\mathbf {c} (A\cup B)}.

## Analogické struktury

### Operátory vnitřku, vnějšku a hranice
Duálním pojmem ke Kuratowského operátorům uzávěru je Kuratowského operátor vnitřku, což je zobrazení {\displaystyle \mathbf {i} :\wp (X)\to \wp (X)} vyhovující následujícím požadavkům:
[I1] Zachovává celý prostor: {\displaystyle \mathbf {i} (X)=X};

[I2] je intenzivní: pro všechny {\displaystyle A\subseteq X}, {\displaystyle \mathbf {i} (A)\subseteq A};

[I3] je idempotentní: pro všechny {\displaystyle A\subseteq X}, {\displaystyle \mathbf {i} (\mathbf {i} (A))=\mathbf {i} (A)};

[I4] Zachovává binární průniky: pro všechny {\displaystyle A,B\subseteq X}, {\displaystyle \mathbf {i} (A\cap B)=\mathbf {i} (A)\cap \mathbf {i} (B)}.

Tyto operátory splňují podobné podmínky, které byly odvozeny pro Kuratowského uzávěry. Například všechny Kuratowského operátory vnitřku jsou izotonní, tj. vyhovují [K4'], a díky intenzivitě [I2] je možné rovnost v [I3] oslabit na jednoduchou inkluzi.
Dualita mezi Kuratowského uzávěry a vnitřky vyplývá z přirozeného operátoru komplementu na {\displaystyle \wp (X)}, zobrazení {\displaystyle \mathbf {n} :\wp (X)\to \wp (X)} zobrazující {\displaystyle A\mapsto \mathbf {n} (A):=X\setminus A}. Toto zobrazení je ortokomplementem na svazu potenční množiny, což znamená, že vyhovuje De Morganovým zákonům: pokud {\displaystyle {\mathcal {I}}} je libovolná množina indexů a {\displaystyle \{A_{i}\}_{i\in {\mathcal {I}}}\subseteq \wp (X)}, pak
{\displaystyle \mathbf {n} \left(\bigcup _{i\in {\mathcal {I}}}A_{i}\right)=\bigcap _{i\in {\mathcal {I}}}\mathbf {n} (A_{i}),\qquad \mathbf {n} \left(\bigcap _{i\in {\mathcal {I}}}A_{i}\right)=\bigcup _{i\in {\mathcal {I}}}\mathbf {n} (A_{i}).}
Použitím těchto zákonů a definičních vlastností {\displaystyle \mathbf {n} } můžeme ukázat, že jakýkoli Kuratowského vnitřek zavádí Kuratowského uzávěr (a naopak) definováním relace {\displaystyle \mathbf {c} :=\mathbf {nin} } (a {\displaystyle \mathbf {i} :=\mathbf {ncn} }). Každý výsledek získaný pomocí {\displaystyle \mathbf {c} } lze použitím těchto relací ve spojení s vlastností ortokomplementace {\displaystyle \mathbf {n} } převést na výsledek používající {\displaystyle \mathbf {i} }.
Pervin 1964 dále popisuje analogické axiomy pro Kuratowského operátory vnějšku a Kuratowského operátory hranice, který relací {\displaystyle \mathbf {c} :=\mathbf {ne} } a {\displaystyle \mathbf {c} (A):=A\cup \mathbf {b} (A)} zavádějí také Kuratowského uzávěry.

### Abstraktní operátory
Všimněte si, že axiomy [K1]–[K4] lze upravit, aby definovaly abstraktní unární operaci {\displaystyle \mathbf {c} :L\to L} na obecném omezeném svazu {\displaystyle (L,\land ,\lor ,\mathbf {0} ,\mathbf {1} )}, formální substitucí množinově teoretický inkluze částečným uspořádáním svazu, množinově-teoretického sjednocení operací spojení, a množinově-teoretické průniky operací průseku; podobně pro axiomy [I1]–[I4]. Pokud je svaz ortodoplňkový, tyto dvě abstraktní operace indukují obvyklým způsobem jedna druhou. Abstraktní operátory uzávěru nebo vnitřku lze použít pro definici zobecněné topologie na svazu.
Protože v podmínkách Mooreova uzávěrového operátoru se nevyskytují žádná sjednocení ani prázdné množiny, je možné definici upravit, aby definovala abstraktní unární operátor {\displaystyle \mathbf {c} :S\to S} na libovolné uspořádané množině {\displaystyle S}.

## Spojitost s jinými axiomatizacemi topologie

### Indukce topologie z uzávěru
Uzávěrový operátor přirozeně zavádí topologii takto: Nechť {\displaystyle X} je libovolná množina. Říkáme, že podmnožina {\displaystyle C\subseteq X} je uzavřená vůči Kuratowského operátoru uzávěru {\displaystyle \mathbf {c} :\wp (X)\to \wp (X)} právě tehdy, když je pevným bodem uvedeného operátoru nebo jinými slovy když je stabilní při použití operátoru {\displaystyle \mathbf {c} }, tj. {\displaystyle \mathbf {c} (C)=C}. Tvrzení je, že rodina všech podmnožin celého prostoru, které jsou komplementy uzavřených množin, vyhovuje třem obvyklým požadavkům na topologii, nebo ekvivalentně, že rodina {\displaystyle {\mathfrak {S}}[\mathbf {c} ]} všech uzavřených množin vyhovuje následujícím podmínkám:
[T1] je omezený podsvaz {\displaystyle \wp (X)}, tj. {\displaystyle X,\varnothing \in {\mathfrak {S}}[\mathbf {c} ]};

[T2] je uzavřená vůči libovolným průnikům, tj. pokud {\displaystyle {\mathcal {I}}} je libovolná množina indexů a {\displaystyle \{C_{i}\}_{i\in {\mathcal {I}}}\subseteq {\mathfrak {S}}[\mathbf {c} ]}, pak {\textstyle \bigcap _{i\in {\mathcal {I}}}C_{i}\in {\mathfrak {S}}[\mathbf {c} ]};

[T3] je uzavřená vůči konečný sjednocení, tj. pokud {\displaystyle {\mathcal {I}}} je konečná množina indexů a {\displaystyle \{C_{i}\}_{i\in {\mathcal {I}}}\subseteq {\mathfrak {S}}[\mathbf {c} ]}, pak {\textstyle \bigcup _{i\in {\mathcal {I}}}C_{i}\in {\mathfrak {S}}[\mathbf {c} ]}.

Všimněte si, že, díky idempotenci [K3], můžeme stručně psát {\displaystyle {\mathfrak {S}}[\mathbf {c} ]=\operatorname {im} (\mathbf {c} )}.
| Rozšířený obsah |
| --- |
| [T1] díky extenzivitě [K2], {\displaystyle X\subseteq \mathbf {c} (X)} a protože uzávěr převádí potenční množinu {\displaystyle X} na sebe samu (tj. obrazem jakékoli podmnožiny je podmnožina {\displaystyle X}), {\displaystyle \mathbf {c} (X)\subseteq X} máme {\displaystyle X=\mathbf {c} (X)}. Tedy {\displaystyle X\in {\mathfrak {S}}[\mathbf {c} ]}. Zachování prázdné množiny [K1] vyplývá z {\displaystyle \varnothing \in {\mathfrak {S}}[\mathbf {c} ]}. [T2] nechť dále {\displaystyle {\mathcal {I}}} je libovolná množina indexů a nechť {\displaystyle C_{i}} je uzavřená pro každé {\displaystyle i\in {\mathcal {I}}}. Z extenzivity [K2], {\textstyle \bigcap _{i\in {\mathcal {I}}}C_{i}\subseteq \mathbf {c} \left(\bigcap _{i\in {\mathcal {I}}}C_{i}\right)}. Také díky izotoničnosti [K4'], pokud {\textstyle \bigcap _{i\in {\mathcal {I}}}C_{i}\subseteq C_{i}}pro všechny indexy {\displaystyle i\in {\mathcal {I}}}, pak {\textstyle \mathbf {c} \left(\bigcap _{i\in {\mathcal {I}}}C_{i}\right)\subseteq \mathbf {c} (C_{i})=C_{i}} pro všechna {\displaystyle i\in {\mathcal {I}}}, z čehož plyne {\textstyle \mathbf {c} \left(\bigcap _{i\in {\mathcal {I}}}C_{i}\right)\subseteq \bigcap _{i\in {\mathcal {I}}}C_{i}}. Proto, {\textstyle \bigcap _{i\in {\mathcal {I}}}C_{i}=\mathbf {c} \left(\bigcap _{i\in {\mathcal {I}}}C_{i}\right)}, význam {\textstyle \bigcap _{i\in {\mathcal {I}}}C_{i}\in {\mathfrak {S}}[\mathbf {c} ]}. [T3] Konečně nechť {\displaystyle {\mathcal {I}}} je konečná množina indexů a nechť {\displaystyle C_{i}} je uzavřená pro každé {\displaystyle i\in {\mathcal {I}}}. Ze zachování binárního sjednocení [K4] a použitím matematické indukce podle počtu podmnožin, z nichž vezmeme sjednocení, dostáváme {\textstyle \bigcup _{i\in {\mathcal {I}}}C_{i}=\mathbf {c} \left(\bigcup _{i\in {\mathcal {I}}}C_{i}\right)}. Tedy {\textstyle \bigcup _{i\in {\mathcal {I}}}C_{i}\in {\mathfrak {S}}[\mathbf {c} ]}. |

### Indukce uzávěru z topologie
Opačně, je-li dána rodina {\displaystyle \kappa } vyhovující axiomům [T1]–[T3], je možné zkonstruovat Kuratowského operátor uzávěru tímto způsobem: pokud {\displaystyle A\in \wp (X)} a {\displaystyle A^{\uparrow }=\{B\in \wp (X)\ |\ A\subseteq B\}} je horní množinou {\displaystyle A} vůči inkluzi, pak
{\displaystyle \mathbf {c} _{\kappa }(A):=\bigcap _{B\in (\kappa \cap A^{\uparrow })}B}
definuje Kuratowského operátor uzávěru {\displaystyle \mathbf {c} _{\kappa }} na {\displaystyle \wp (X)}.
| Rozšířený obsah |
| --- |
| [K1] Protože {\displaystyle \varnothing ^{\uparrow }=\wp (X)}, {\displaystyle \mathbf {c} _{\kappa }(\varnothing )} omezuje na průnik všech množin v rodině {\displaystyle \kappa }; ale podle axiomu [T1] je {\displaystyle \varnothing \in \kappa }, takže průnik se zcvrkne na prázdnou množinu a dostáváme [K1]. [K2] Z definice {\displaystyle A^{\uparrow }} plyne, že {\displaystyle A\subseteq B} pro všechny {\displaystyle B\in \left(\kappa \cap A^{\uparrow }\right)}, a tedy {\displaystyle A} musí být obsažena v průniku všech takových množin. Odtud dostáváme extenzivitu [K2]. [K3] Všimněte si, že pro všechny {\displaystyle A\in \wp (X)}, rodina {\displaystyle \mathbf {c} _{\kappa }(A)^{\uparrow }\cap \kappa } obsahuje {\displaystyle \mathbf {c} _{\kappa }(A)} samotný jako minimální prvek vzhledem k inkluzi. Tedy {\textstyle \mathbf {c} _{\kappa }^{2}(A)=\bigcap _{B\in \mathbf {c} _{\kappa }(A)^{\uparrow }\cap \kappa }B=\mathbf {c} _{\kappa }(A)}, což je idempotence [K3]. [K4’] Nechť {\displaystyle A\subseteq B\subseteq X}: pak {\displaystyle B^{\uparrow }\subseteq A^{\uparrow }}, a tedy {\displaystyle \kappa \cap B^{\uparrow }\subseteq \kappa \cap A^{\uparrow }}. Protože druhá rodina může obsahovat více prvků než první, najdeme {\displaystyle \mathbf {c} _{\kappa }(A)\subseteq \mathbf {c} _{\kappa }(B)}, což je izotoničnost [K4']. Všimněte si, že z izotoničnost plyne {\displaystyle \mathbf {c} _{\kappa }(A)\subseteq \mathbf {c} _{\kappa }(A\cup B)} a {\displaystyle \mathbf {c} _{\kappa }(B)\subseteq \mathbf {c} _{\kappa }(A\cup B)}, který současně znamená {\displaystyle \mathbf {c} _{\kappa }(A)\cup \mathbf {c} _{\kappa }(B)\subseteq \mathbf {c} _{\kappa }(A\cup B)}. [K4] Nakonec vezmeme určité {\displaystyle A,B\in \wp (X)}. Z axiomu [T2] plyne {\displaystyle \mathbf {c} _{\kappa }(A),\mathbf {c} _{\kappa }(B)\in \kappa }; navíc, axiom [T2] vyplývá, že {\displaystyle \mathbf {c} _{\kappa }(A)\cup \mathbf {c} _{\kappa }(B)\in \kappa }. Díky extenzivitě [K2] máme {\displaystyle \mathbf {c} _{\kappa }(A)\in A^{\uparrow }} a {\displaystyle \mathbf {c} _{\kappa }(B)\in B^{\uparrow }}, takže {\displaystyle \mathbf {c} _{\kappa }(A)\cup \mathbf {c} _{\kappa }(B)\in \left(A^{\uparrow }\right)\cap \left(B^{\uparrow }\right)}. Ale {\displaystyle \left(A^{\uparrow }\right)\cap \left(B^{\uparrow }\right)=(A\cup B)^{\uparrow }}, tak, že všechno ve všech {\displaystyle \mathbf {c} _{\kappa }(A)\cup \mathbf {c} _{\kappa }(B)\in \kappa \cap (A\cup B)^{\uparrow }}. Protože {\displaystyle \mathbf {c} _{\kappa }(A\cup B)} je minimálním prvkem {\displaystyle \kappa \cap (A\cup B)^{\uparrow }} vzhledem k inkluzi, najdeme {\displaystyle \mathbf {c} _{\kappa }(A\cup B)\subseteq \mathbf {c} _{\kappa }(A)\cup \mathbf {c} _{\kappa }(B)}. Bod 4 zajišťuje aditivita [K4]. |

### Přesná korespondence mezi strukturami
Ve skutečnosti jsou tyto dvě komplementární konstrukce navzájem inverzní: pokud {\displaystyle \mathrm {Cls} _{\text{K}}(X)} je kolekce všech Kuratowského operátorů uzávěru na {\displaystyle X}, a {\displaystyle \mathrm {Atp} (X)} je kolekce všech rodin sestávající z komplementů všech množin v topologii, tj. kolekce všech rodin vyhovujících [T1]–[T3], pak {\displaystyle {\mathfrak {S}}:\mathrm {Cls} _{\text{K}}(X)\to \mathrm {Atp} (X)} takový, že {\displaystyle \mathbf {c} \mapsto {\mathfrak {S}}[\mathbf {c} ]} je bijekci, jejíž inverzní popisuje vztah udělení {\displaystyle {\mathfrak {C}}:\kappa \mapsto \mathbf {c} _{\kappa }}.
| Rozšířený obsah |
| --- |
| Nejdříve dokážeme, že {\displaystyle {\mathfrak {C}}\circ {\mathfrak {S}}={\mathfrak {1}}_{\mathrm {Cls} _{\text{K}}(X)}}, operátor identity na {\displaystyle \mathrm {Cls} _{\text{K}}(X)}. Pro daný Kuratowského uzávěr {\displaystyle \mathbf {c} \in \mathrm {Cls} _{\text{K}}(X)}, definuje {\displaystyle \mathbf {c} ':={\mathfrak {C}}[{\mathfrak {S}}[\mathbf {c} ]]}; pak, pokud {\displaystyle A\in \wp (X)} jeho primed uzávěr {\displaystyle \mathbf {c} '(A)} je průnik všech {\displaystyle \mathbf {c} }-stabilní množiny, které obsahuje {\displaystyle A}. Jeho neprimed uzávěr {\displaystyle \mathbf {c} (A)} vyhovuje tento popis: díky extenzivitě [K2] máme {\displaystyle A\subseteq \mathbf {c} (A)}, a díky idempotenci [K3] máme {\displaystyle \mathbf {c} (\mathbf {c} (A))=\mathbf {c} (A)}, a tedy {\displaystyle \mathbf {c} (A)\in \left(A^{\uparrow }\cap {\mathfrak {S}}[\mathbf {c} ]\right)}. Nyní nechť {\displaystyle C\in \left(A^{\uparrow }\cap {\mathfrak {S}}[\mathbf {c} ]\right)} taková, že {\displaystyle A\subseteq C\subseteq \mathbf {c} (A)}: z izotoničnosti [K4'] dostáváme {\displaystyle \mathbf {c} (A)\subseteq \mathbf {c} (C)}, a protože {\displaystyle \mathbf {c} (C)=C} docházíme k závěru, že {\displaystyle C=\mathbf {c} (A)}. Tedy {\displaystyle \mathbf {c} (A)} je minimálním prvkem {\displaystyle A^{\uparrow }\cap {\mathfrak {S}}[\mathbf {c} ]} vzhledem k inkluzi, z čehož plyne {\displaystyle \mathbf {c} '(A)=\mathbf {c} (A)}. Nyní dokážeme, že {\displaystyle {\mathfrak {S}}\circ {\mathfrak {C}}={\mathfrak {1}}_{\mathrm {Atp} (X)}}. Pokud {\displaystyle \kappa \in \mathrm {Atp} (X)} a {\displaystyle \kappa ':={\mathfrak {S}}[{\mathfrak {C}}[\kappa ]]} je rodina všech množin, které jsou stabilní vůči {\displaystyle \mathbf {c} _{\kappa }}, dostáváme, pokud oba {\displaystyle \kappa '\subseteq \kappa } a {\displaystyle \kappa \subseteq \kappa '}. Nechť {\displaystyle A\in \kappa '}: tedy {\displaystyle \mathbf {c} _{\kappa }(A)=A}. Protože {\displaystyle \mathbf {c} _{\kappa }(A)} je průnik libovolné podrodiny {\displaystyle \kappa }, a druhá je uzavřená vůči libovolným průnikům podle [T2], pak {\displaystyle A=\mathbf {c} _{\kappa }(A)\in \kappa }. Opačně, pokud {\displaystyle A\in \kappa }, pak {\displaystyle \mathbf {c} _{\kappa }(A)} je minimální nadmnožina {\displaystyle A}, která je obsažena v {\displaystyle \kappa }. Ale to je triviálně samotné {\displaystyle A}, z čehož plyne {\displaystyle A\in \kappa '}. |

Pozorujeme, že můžeme také rozšířit bijekci {\displaystyle {\mathfrak {S}}} na kolekci {\displaystyle \mathrm {Cls} _{\check {C}}(X)} všech Čechových uzávěrových operátorů, která striktně obsahuje {\displaystyle \mathrm {Cls} _{\text{K}}(X)}; toto rozšíření {\displaystyle {\overline {\mathfrak {S}}}} je také surjektivní, což znamená, že všechny Čechovy uzávěrové operátory na {\displaystyle X} indukují také topologii na {\displaystyle X}. To však znamená, že {\displaystyle {\overline {\mathfrak {S}}}} už není bijekcí.

## Příklady
- Jak je diskutováno výše, je-li dán topologický prostor {\displaystyle X}, můžeme definovat uzávěr jakékoli podmnožiny {\displaystyle A\subseteq X} jako množinu {\displaystyle \mathbf {c} (A)=\bigcap \{C{\text{ uzavřená podmnožina }}X|A\subseteq C\}}, tj. průnik všech uzavřených množin {\displaystyle X} které obsahují {\displaystyle A}. Množina {\displaystyle \mathbf {c} (A)} je nejmenší uzavřenou množinou {\displaystyle X} obsahující {\displaystyle A}, a operátor {\displaystyle \mathbf {c} :\wp (X)\to \wp (X)} je Kuratowského operátor uzávěru.
- Pokud {\displaystyle X} je jakákoli množina, operátory {\displaystyle \mathbf {c} _{\top },\mathbf {c} _{\bot }:\wp (X)\to \wp (X)} takové, že {\displaystyle \mathbf {c} _{\top }(A)={\begin{cases}\varnothing &A=\varnothing ,\\X&A\neq \varnothing ,\end{cases}}\qquad \mathbf {c} _{\bot }(A)=A\quad \forall A\in \wp (X),}jsou Kuratowského uzávěry. První zavádí indiskrétní topologii {\displaystyle \{\varnothing ,X\}}, zatímco druhý zavádí diskrétní topologii {\displaystyle \wp (X)}.

- Vezmeme libovolné {\displaystyle S\subsetneq X}, a nechť {\displaystyle \mathbf {c} _{S}:\wp (X)\to \wp (X)} je takové, že {\displaystyle \mathbf {c} _{S}(A):=A\cup S} pro všechny {\displaystyle A\in \wp (X)}. Pak {\displaystyle \mathbf {c} _{S}} definuje Kuratowského uzávěr; odpovídající rodina uzavřených množin {\displaystyle {\mathfrak {S}}[\mathbf {c} _{S}]} se shoduje s {\displaystyle S^{\uparrow }}, rodinou všech podmnožin, které obsahují {\displaystyle S}. Když {\displaystyle S=\varnothing }, znovu získáme diskrétní topologii {\displaystyle \wp (X)} (tj. {\displaystyle \mathbf {c} _{\varnothing }=\mathbf {c} _{\bot }}, jak je vidět z definice).
- Pokud {\displaystyle \lambda } je nekonečné kardinální číslo takové, že {\displaystyle \lambda \leq \operatorname {crd} (X)}, pak operátor {\displaystyle \mathbf {c} _{\lambda }:\wp (X)\to \wp (X)} takový, že{\displaystyle \mathbf {c} _{\lambda }(A)={\begin{cases}A&\operatorname {crd} (A)<\lambda ,\\X&\operatorname {crd} (A)\geq \lambda \end{cases}}}vyhovuje všem čtyřem Kuratowského axiomům.[12] Pokud {\displaystyle \lambda =\aleph _{0}}, tento operátor zavádí kofinitní topologii na {\displaystyle X}; pokud {\displaystyle \lambda =\aleph _{1}}, pak zavádí ko-spočetnou topologii.

## Vlastnosti
- Protože jakýkoli Kuratowského uzávěr je izotonní, a izotonní je zjevně i jakékoli vnoření, máme (izotonickou) Galoisova korespondenci {\displaystyle \langle \mathbf {c} :\wp (X)\to \mathrm {im} (\mathbf {c} );\iota :\mathrm {im} (\mathbf {c} )\hookrightarrow \wp (X)\rangle }, za předpokladu, že chápeme {\displaystyle \wp (X)}jako množinu uspořádanou inkluzí, a {\displaystyle \mathrm {im} (\mathbf {c} )} jako uspořádaná podmnožina {\displaystyle \wp (X)}. Skutečně lze snadno ověřit, že pro všechny {\displaystyle A\in \wp (X)} a {\displaystyle C\in \mathrm {im} (\mathbf {c} )}, {\displaystyle \mathbf {c} (A)\subseteq C} právě tehdy, když {\displaystyle A\subseteq \iota (C)}.
- Pokud {\displaystyle \{A_{i}\}_{i\in {\mathcal {I}}}} je podrodina {\displaystyle \wp (X)}, pak {\displaystyle \bigcup _{i\in {\mathcal {I}}}\mathbf {c} (A_{i})\subseteq \mathbf {c} \left(\bigcup _{i\in {\mathcal {I}}}A_{i}\right),\qquad \mathbf {c} \left(\bigcap _{i\in {\mathcal {I}}}A_{i}\right)\subseteq \bigcap _{i\in {\mathcal {I}}}\mathbf {c} (A_{i}).}
- Pokud {\displaystyle A,B\in \wp (X)}, pak {\displaystyle \mathbf {c} (A)\setminus \mathbf {c} (B)\subseteq \mathbf {c} (A\setminus B)}.

## Topologické koncepty používající uzávěr

### Zjemnění a podprostory
Dvojice Kuratowského uzávěrů {\displaystyle \mathbf {c} _{1},\mathbf {c} _{2}:\wp (X)\to \wp (X)} takových, že {\displaystyle \mathbf {c} _{2}(A)\subseteq \mathbf {c} _{1}(A)} pro všechny {\displaystyle A\in \wp (X)} indukuje topologii {\displaystyle \tau _{1},\tau _{2}} takovou, že {\displaystyle \tau _{1}\subseteq \tau _{2}}, a naopak. Jinými slovy {\displaystyle \mathbf {c} _{1}} dominuje {\displaystyle \mathbf {c} _{2}} právě tehdy, když topologie indukovaná druhým je zjemněním topologie indukované první nebo ekvivalentně {\displaystyle {\mathfrak {S}}[\mathbf {c} _{1}]\subseteq {\mathfrak {S}}[\mathbf {c} _{2}]}. Například {\displaystyle \mathbf {c} _{\top }} jasně dominuje {\displaystyle \mathbf {c} _{\bot }}( druhý pouze je identity na {\displaystyle \wp (X)}). Protože ke stejnému závěr lze dojít substitucí {\displaystyle \tau _{i}} s rodinou {\displaystyle \kappa _{i}} obsahující komplementy všech členů, pokud je na {\displaystyle \mathrm {Cls} _{\text{K}}(X)} definováno částečné uspořádání {\displaystyle \mathbf {c} \leq \mathbf {c} '\iff \mathbf {c} (A)\subseteq \mathbf {c} '(A)} pro všechny {\displaystyle A\in \wp (X)} a {\displaystyle \mathrm {Atp} (X)} je vybavená zjemněním pořadí, pak můžeme dojít k závěru, že {\displaystyle {\mathfrak {S}}} je antitonní zobrazení mezi uspořádanými množinami.
V jakékoli indukované topologii (vzhledem k podmnožině A) uzavřené množiny indukují nový uzávěrový operátor, kterým je původní uzávěrový operátor omezený na A: {\displaystyle \mathbf {c} _{A}(B)=A\cap \mathbf {c} _{X}(B)}, pro všechny {\displaystyle B\subseteq A}.

### Spojitá zobrazení, uzavřená zobrazení a homeomorfismy
Funkce {\displaystyle f:(X,\mathbf {c} )\to (Y,\mathbf {c} ')} je spojitá v bodě {\displaystyle p} právě tehdy, když {\displaystyle p\in \mathbf {c} (A)\Rightarrow f(p)\in \mathbf {c} '(f(A))}, a všude spojitá právě tehdy, když {\displaystyle f(\mathbf {c} (A))\subseteq \mathbf {c} '(f(A))} pro všechny podmnožiny {\displaystyle A\in \wp (X)}. Zobrazení {\displaystyle f} je uzavřené zobrazení právě tehdy, když platí opačná inkluze, a je homeomorfismem právě tehdy, když je jak spojité tak uzavřené, tj. právě tehdy, když platí rovnost.

### Oddělovací axiomy
Nechť {\displaystyle (X,\mathbf {c} )} je Kuratowského prostor uzávěrů. Pak
- {\displaystyle X} je T0-prostor právě tehdy, když z {\displaystyle x\neq y} plyne {\displaystyle \mathbf {c} (\{x\})\neq \mathbf {c} (\{y\})};[18]
- {\displaystyle X} je T1-prostor právě tehdy, když {\displaystyle \mathbf {c} (\{x\})=\{x\}} pro všechny {\displaystyle x\in X};[19]
- {\displaystyle X} je T2-prostor právě tehdy, když z {\displaystyle x\neq y} vyplývá, že existuje množina {\displaystyle A\in \wp (X)} taková, že {\displaystyle x\notin \mathbf {c} (A)} a zároveň {\displaystyle y\notin \mathbf {c} (\mathbf {n} (A))}, kde {\displaystyle \mathbf {n} } je operátor množinového doplňku.[20]

### Blízkost a oddělenost
Bod {\displaystyle p} je blízký k podmnožině {\displaystyle A}, pokud {\displaystyle p\in \mathbf {c} (A).} To lze použít pro definici relace proximity pro body a podmnožiny dané množiny.
Dvě množiny {\displaystyle A,B\in \wp (X)} jsou oddělené právě tehdy, když {\displaystyle (A\cap \mathbf {c} (B))\cup (B\cap \mathbf {c} (A))=\varnothing }. Prostor {\displaystyle X} je souvislý právě tehdy, když jej nelze zapsat jako sjednocení dvou oddělených podmnožin.